# Assignation à contre genre
Pour les articles homonymes, voir Assignation.
L’assignation à contre genre est un concept rhétorique utilisé dans les discours politiques de la Grèce antique et de la Rome antique contre des personnalités masculines et vise à remettre en cause la virtus d'un adversaire politique et, ainsi, sa capacité à contribuer positivement à la politique de la cité. L'homme politique ou orateur va utiliser la construction sociale du genre et l’acceptation par la communauté de celle-ci pour balayer ses adversaires. Ce concept fut théorisé en 2007 par l'historienne de l'antiquité spécialisée en histoire des femmes et du genre Violaine Sebillotte Cuchet dans l'ouvrage collectif Problème de Genre en Grèce antique.

## Mise en place dans le discours

### Des attaques liées au genre

#### Genre et politique
Dans les sociétés grecque et romaine anciennes, la construction du genre dans la vie politique est centrale pour comprendre en quoi ces attaques sont pertinentes. Seuls les individus de genre masculin ont accès à la citoyenneté et donc à la vie politique active de la cité. Cette exclusion des femmes de la chose politique et publique réside, pour les anciens, dans le fait qu'elles y seraient moins aptes du fait de certaines caractéristiques qui seraient inhérentes à leur genre, comme la soumission aux passions. L'assignation à contre-genre et autres attaques sur la sexualité et sur la moralité ou normalité de genre des protagonistes permettent donc de discréditer les adversaires qui sont directement ou indirectement des rivaux politiques. Derrière l'utilisation de ce concept, il y a donc toujours une volonté politique et stratégique.

#### Attaques liées au genre
Les attaques liées au genre sont importantes dans les discours mais une attaque liée au genre n'est pas obligatoirement une assignation à contre genre. Il peut y avoir remise en question de la réputation, de la fama d'une personnalité politique grâce à des attaques sur sa sexualité, sur sa moralité sans qu'il y ait d'assignation à contre-genre. Ainsi, même si les femmes seraient plus soumises à leur passion, une attaque qui prétendrait qu'un homme est un « débauché », ne voudrait pas sous-entendre obligatoirement que cet homme est assigné au genre féminin. La nuance est ici très importante à saisir.

### A l'assignation à contre genre

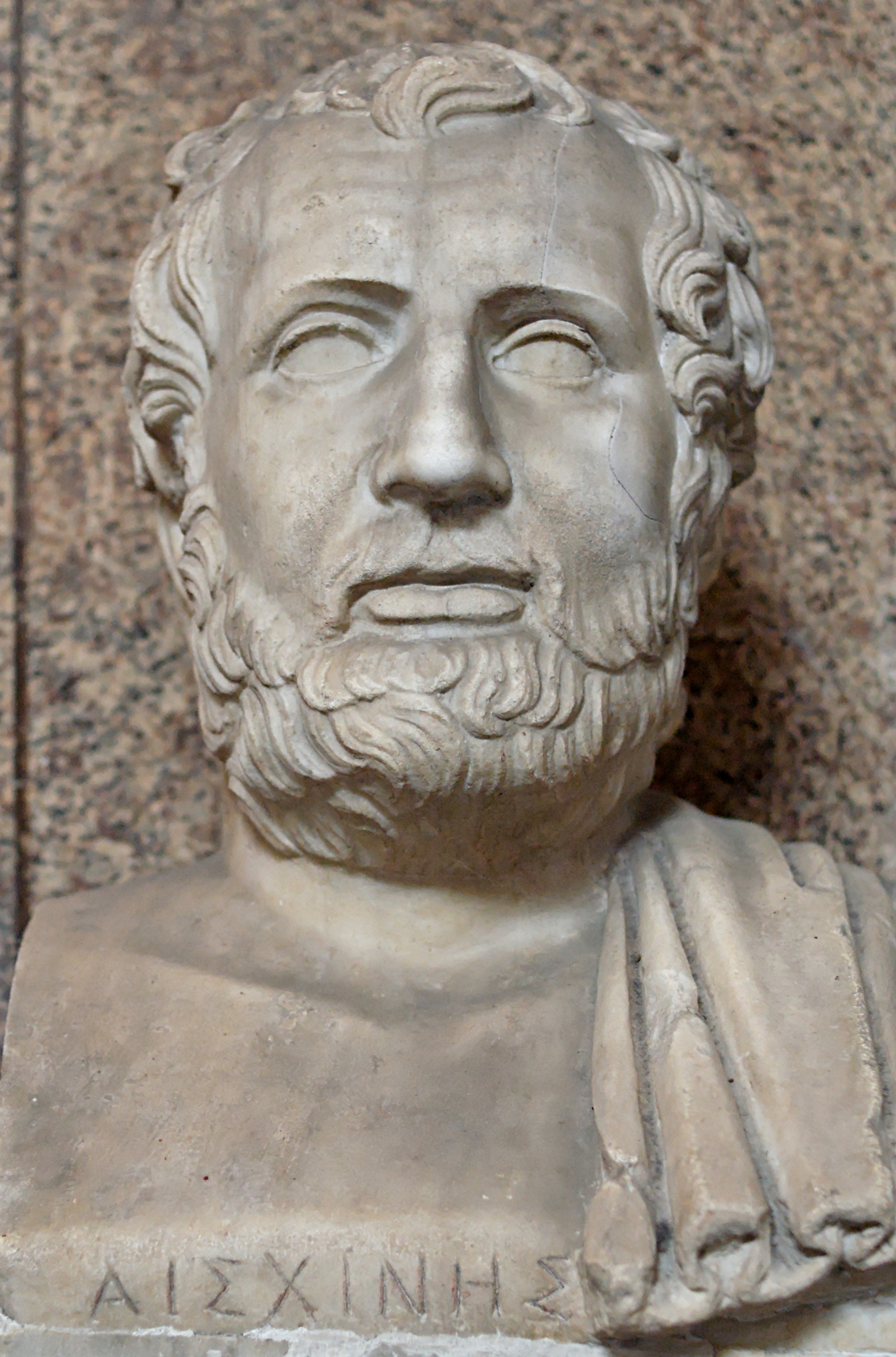
Buste d'Eschine. Marbre, copie romaine d'un original grec du

#### L'accumulation
En général, les attaques qui relèvent d'une « assignation à contre genre » accumulent les références à des caractéristiques féminines. On ne dit pas seulement qu'un homme est un « débauché » mais qu'en plus de cela, il est soumis à ses passions, à ses amant.e.s. La thématique de la soumission est extrêmement fréquente puisque cela est contraire à l'exercice de la chose politique et publique. D'autres sujets sont aussi utilisé comme l'attrait pour le luxe.

#### L'insinuation
Il est important de spécifier qu'il n'est pas question ici de dire que son adversaire se conduit « comme une femme » de manière directe mais de jouer sur l'insinuation afin d'amplifier l'effet de discrédit politique. Le schéma mental du genre inclut dans chaque individu de la cité permet à l'orateur de ne pas directement dire que ce n’est pas acceptable pour un genre mais il l’insuffle dans son discours parce que tout le monde a ce référentiel de base. L'insinuation permet également d'introduire le rire dans le discours.

#### Utilisation par Eschine contre Démosthène
Même si l'utilisation de ce concept rhétorique est assez rare dans les discours politiques grecs, il est très présent dans les discours d'Eschine notamment à l'encontre de Démosthène,,.

### Textes anciens
- Eschine, Discours : Contre Timarque - Sur l'Ambassade infidèle, t. I, Paris, Les Belles Lettres, 1er janvier 1927, 348 p. (EAN 9782251001135)

- Eschine, Discours : Contre Ctésiphon - Lettres, t. II, Paris, Les Belles Lettres, 1er janvier 1927, 282 p. (EAN 9782251001142)

### Textes contemporains
- Jean-Noël Allard, « Démosthène efféminé : « l’assignation à contre-genre » comme instrument de persuasion », Revue historique, vol. 685, no 1,‎ 2018, p. 3 (ISSN 0035-3264 et 2104-3825, DOI 10.3917/rhis.181.0003, lire en ligne, consulté le 22 mars 2022)
- Sandra Boehringer et Violaine Sebillotte Cuchet, Hommes et femmes dans l'Antiquité grecque et romaine : le genre, méthode et documents, A. Colin, impr. 2011 (ISBN 978-2-200-25913-6 et 2-200-25913-1, OCLC 779683318, lire en ligne)
- Violaine Sebillotte Cuchet, « Les antiquistes et le genre », in Violaine Sebillotte Cuchet, Nathalie Ernoult (dir.), Problèmes du genre en Grèce ancienne, Paris, Publications de la Sorbonne, 2007, p. 11-26, p.12.